# Братська могила радянських воїнів у с. Приорільське

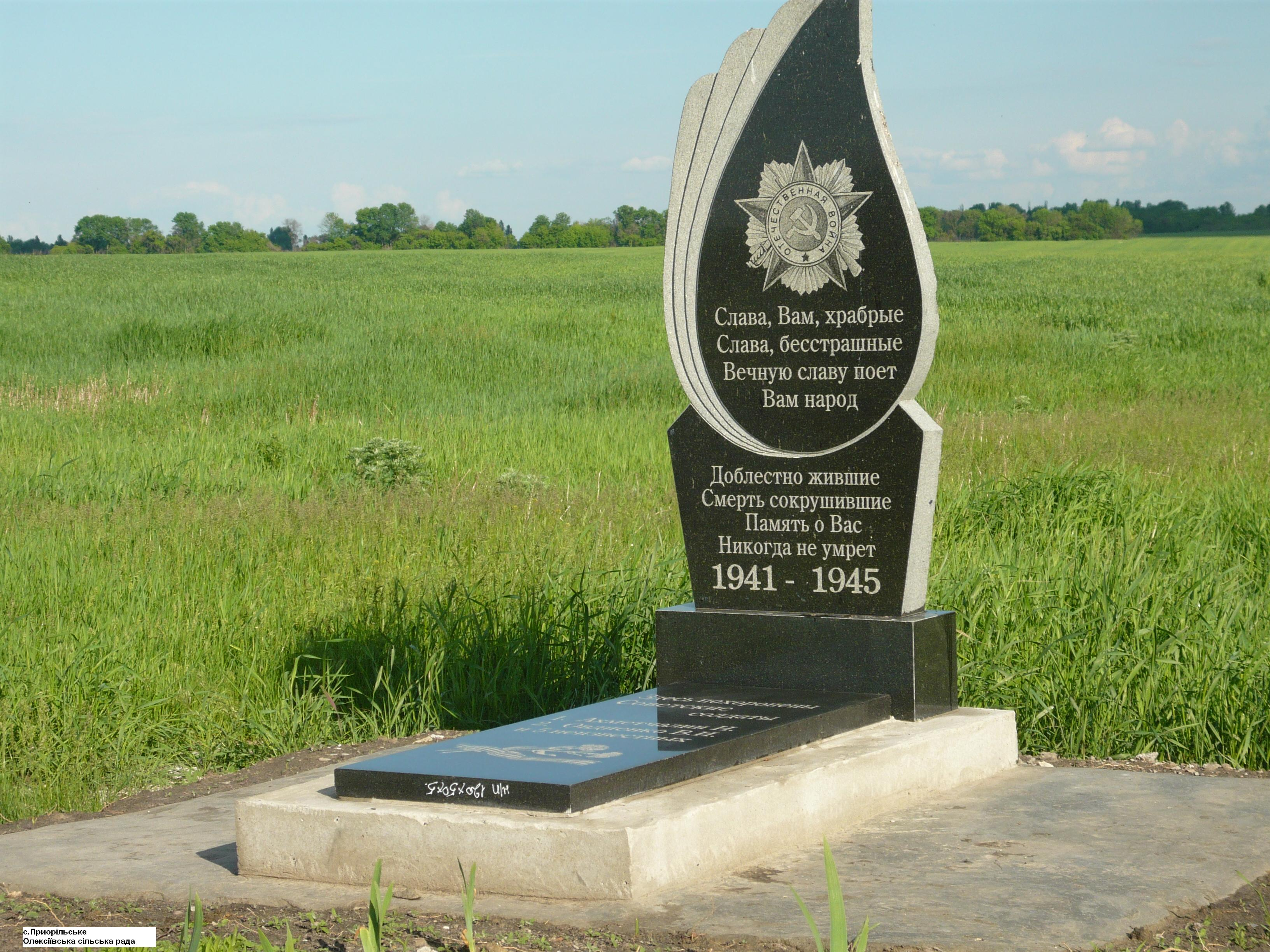
Братська могила радянських воїнів у селі Приорільське

Братська могила радянських воїнів у селі Приорільське Олексіївської сільської ради Юр’ївського району Дніпропетровської області. 

## Історія
Братська могила радянських воїнів знаходиться в полі на місці колишнього села Приорільське. У могилі поховано 7 воїнів 20-ї гвардійської стрілкової дивізії, які загинули 17 вересня 1943 року при визволенні села від німецько-фашистських загарбників. Було проведено перепоховання з місць боїв у дану могилу, і в 1960 році було встановлено скульптуру «Воїн з автоматом». У 2008 році було проведено заміну пам’ятника, скульптуру замінили на обеліск. Площа, зайнята пам’яткою, — 3 х 3 м.

## Персоналії
1. Ахметчалін Н.
2. Овдієнко В. І.

## Додаток
Написи на обеліску: “Слава Вам, храбрые. Слава, бесстрашные. Вечную славу поет Вам народ. Доблесно жившие. Смерть сокрушившие. Память о Вас никогда не умрет 1941-1943”. На могилі мармурова плита з написом “Здесь похоронены советские воины, Ахметчалин Н., Овдиенко В.И. и 5 неизвестных”. 
Поховання та територія  пам’ятки упорядковані.